# Diospyros suaveolens
Diospyros suaveolens là một loài thực vật có hoa trong họ Thị. Loài này được Gürke mô tả khoa học đầu tiên năm 1898.